# Nikolaus Hansen
Nikolaus Hansen (* 17. Oktober 1951 in Hamburg) ist ein deutscher Verleger und Übersetzer.

## Leben
Hansen ist der Sohn eines Hamburger Kaufmanns, der eine Export-Firma betrieb. 1973 bis 1975 unternahm er mit drei Freunden eine zweijährige Weltumseglung. Er studierte Philosophie, Anglistik und Geschichte an der Universität Hamburg und der Universität Konstanz. 
Hansen war als Übersetzer und Lektor tätig, arbeitete für den Weissmann Verlag und war 1988 bis 1996 Geschäftsführer und Gesellschafter des Verlages Rogner & Bernhard. 1988 war er ferner an der Neugründung des Kellner Verlages in Hamburg als Geschäftsführer und Gesellschafter beteiligt. 
1996 trat er die Nachfolge von Michael Naumann als Verleger des Rowohlt Verlags an. Ihm wurde am 1. November 1999 Peter Wilfert zur Seite gestellt. Ende Juli 2000 schied Hansen als Verleger bei Rowohlt aus.
Im Sommer 2001 gründete er mit dem Schweizer Verleger der Zeitschrift mare, Nikolaus Gelpke, in Hamburg den  marebuchverlag, dessen geschäftsführender Gesellschafter er wurde. Ende 2007 verließ Hansen den marebuchverlag. Mitte 2008 übernahm Hansen als Verleger den Arche Verlag  und den Atrium Verlag.
2013 verließ Hansen die Verlage Arche und Atrium. 
2009 war Hansen zusammen mit Peter Lohmann Initiator und künstlerischer Leiter des „Harbour Front Literaturfestivals“ in Hamburg mit 16.000 Besuchern. Das Festival fand seitdem alljährlich im September statt. Hansen ist als Mitglied des Stiftungsvorstands der Heinrich Maria Ledig-Rowohlt-Stiftung und als Juryvorsitzender für die Vergabe des Heinrich Maria Ledig-Rowohlt-Preises für Übersetzer tätig gewesen.
Nikolaus Hansen erhielt 2004, als erster Preisträger überhaupt, durch den Verband deutschsprachiger Übersetzer literarischer und wissenschaftlicher Werke (VdÜ), die Übersetzerbarke. Der Verband ehrte damit eine im Mare-Verlag übliche Form der Übersetzernennung auf dem Einband und auf der Titelseite nebst dessen Kurzbiografie neben der des Autors.